# Glock 34
Le Glock 34 — aussi connu sous le nom de G34 — est la variante tactique et sportive du Glock 17 qui remplaça le Glock 17L en 1998. 

## Identification
L'arme est de couleur noire mate. Le G34 possède des rayures de maintien placées à l'avant et à l'arrière de la crosse, un pontet rectangulaire se terminant en pointe sur sa partie basse et à l'avant, hausse réglable et guidon fixe. On trouve le marquage du modèle à l'avant gauche du canon. Les rainures sur la crosse ainsi que les différents rails en dessous du canon pour y positionner une lampe n'apparaissent que depuis la deuxième génération.

## Diffusion
De par son calibre, le Glock 34 s’adresse aux compétiteurs pratiquant le Tir sportif de vitesse[réf. souhaitée].